# عبد اللطيف الشبيب
عبد اللطيف بن علي الشبيب (1963 - 2001 ) هو مجتهد شيعي من ام الحمام في محافظة القطيف

## نسبه
هو الشيخ عبد اللطيف بن علي بن أحمد الشبيب

## ولادته
ولد الشيخ المجتهد بقرية أم الحمام وهي إحدى قرى مدينة القطيف وذلك في اليوم الثالث عشر من شهر جمادى الأولى من عام 1384هـ .الشيخ عبد اللطيف الشبيب، عالم شيعي من أم الحمام المنطقة الشرقية في السعودية أحد ابرز تلامذة المرجع الديني السيد محمد تقي المدرسي حيث استفاد من دروسه في التفسير والفكر ومحاضراته في الثقافة والعمل الرسالي وحضر لديه خارج الفقه وخارج الأصول ، ويعتبر الشبيب من خريجي الحوزة القائمية بطهران وانتدب للتبليغ الإسلامي في بلجيكا.

## كتبه
- 1. كتاب النكاح: بحث استدلالي يحتوي على تحقيقات ونكات علمية دقيقة وهو مخطوط.
- 2. الموت بصائر وأحكام: طبع بعد رحيله.
- 3. قبسات من حياة الزهراء.
- 4. كيف نستقبل شهر رمضان.
- 5. الصوم آدابه وأحكامه.
- 6. المثقف وأمانة الكلمة.
- 7. العولمة الثقافية.
- 8. كما اشترك مع الشيخ محمد العليوات في إصدار سلسلة (بصائر في التشريع الإسلامي) في أربعة مؤلفات: (اللهو إهدار للطاقة - الإسلام والفكر المضاد - الإعلام في الإسلام - القانون الأخلاقي في الإسلام (الغيبة مثالاً).

وكان ينوي: إصدار مجموعة مؤلفات ولكن عاجله الأجل منها (قبسات من سيرة العلماء - قبسات من سيرة الإمام علي)

## وفاته
توفي الشبيب في 25 ربيع الثاني 1422 هـ.